# 田浦町 (神奈川県)
田浦町（たうらまち）は、神奈川県三浦郡に存在した町。本項では前身の浦郷村（うらごうむら）についても記す。

## 概要
神奈川県三浦郡東北部の村。現在の神奈川県横須賀市中心部の北側と久良岐郡（現横浜市）の南端に隣接する。

## 地理
- 海：長浦湾
- 島：夏島、吾妻島

## 歴史

### 町名の由来
- 浦郷村：旧浦之郷村より。
- 田浦町：旧田浦村より。海岸線の入り組んだ地形から「手浦」と呼ばれたとされている。

### 沿革
- 鎌倉時代 - 田浦の地名が見られる
- 戦国時代 - 浦之郷の地名が見られる。
- 江戸時代 - 以下の4村が成立。前橋藩は東京湾の海防を担当していた。
  - 浦之郷村（幕府領→上野前橋藩領→幕府領）
  - 田浦村（同上）
  - 長浦村（同上）
  - 船越新田（永島段右衛門が開発[1]→前橋藩領→幕府領）
- 1868年（明治元年）
  - 旧暦6月17日 - 神奈川府の管轄となる。
  - 旧暦9月21日 - 神奈川府が神奈川県に改称。
- 1889年（明治22年）4月1日 - 町村制の施行により、上記4村が合併して浦郷村が成立。大字船越（現船越町六丁目69番の市立船越保育園付近）に村役場を設置。
- 1914年（大正3年）6月1日 - 町制施行のうえ改称し田浦町となる。
- 1926年（大正15年）12月 - 町役場を大字船越字駒寄（現船越町六丁目5番地）に移転。
- 1933年（昭和8年）4月1日 - 横須賀市に編入。同日田浦町廃止。

## 経済
農業
『大日本篤農家名鑑』によれば、浦郷村の篤農家は「金谷運吉、山代峯太郎、湊彪雄」などがいた。

## 交通

### 鉄道路線
- 鉄道省（現JR東日本）
  - 横須賀線：田浦駅
- 湘南電気鉄道（現京浜急行電鉄）
  - 本線：追浜駅 - 湘南田浦駅（現京急田浦駅）

京急本線の安針塚駅は未開業。

### 道路
- 横須賀街道（現国道16号）

## 現在の町名
すべて横須賀市。いずれも大体の範囲。相次ぐ町名変更により旧大字と現行の町の区域は錯綜している。
- 住居表示実施地区：安針台（一部）、湘南鷹取、鷹取、浜見台、船越町八丁目、港が丘
- 住居表示未実施地区：浦郷町、追浜町、追浜東町、追浜本町、追浜南町、田浦町、田浦泉町、田浦大作町、田浦港町、長浦町（一部）、夏島町、箱崎町、船越町一 - 七丁目、吉倉町（一部）

## 関連文献
- “船越新田”. 横須賀市 (2018年8月13日). 2021年7月11日閲覧。
- 「衣掛庄 田浦村/船越新田/長浦村」『大日本地誌大系』 第40巻新編相模国風土記稿5巻之115村里部三浦郡巻之9、雄山閣、1932年8月、310-312頁。NDLJP:1179240/162。